# Avigdor
Das Haus Avigdor bzw. d’Avigdor ist ein ursprünglich italienisch-französisches und später auch deutsches und britisches Adelsgeschlecht, das sich Ende des 15. Jahrhunderts in Nizza niederließ und dort später eines der bedeutendsten Privatbankhäuser Europas gründete.
Geistesgeschichtlich bedeutsam sind die im frühen vierzehnten Jahrhundert wirkenden Philosophen, Ärzte, Übersetzer und Mystiker Abraham und Salomon Avigdor (Vater und Sohn).
Im 17. Jahrhundert wurde das Bankhaus der Familie gegründet, das unter der Leitung von Isaak Samuel d’Avigdor, der auch der Rothschild von Nizza genannt wurde, im späten 18. Jahrhundert zu einem der führenden Privatbankhäuser Europas avancierte. Isaak Samuel d’Avigdor war auch Erster Sekretär des von Napoléon Bonaparte einberufenen Sanhedrin und finanzierte die Staatsgeschäfte von Napoleons Bruder Louis Napoleon als König von Holland. Für diese Verdienste wurde er 1806 in den erblichen Grafenstand (Graaf van Maalburg) erhoben. Isaak Samuels Sohn Henri war Diplomat und Bankier und wesentlich an den geheimen Vereinbarungen zwischen Napoléon III., mit dem ihn seit dessen Jahren im englischen Exil eine persönliche Freundschaft verband, und Camillo Benso Graf von Cavour im Hinblick auf die Einigung Italiens und die Einverleibung Nizzas durch Frankreich beteiligt. Er trat im Jahre 1848 zum Christentum über, wurde Kammerherr von Papst Pius IX. und von diesem in den erblichen Grafenstand (Conte Romano) erhoben. Als Gesandter der Republik San Marino am Hof des französischen Kaisers sicherte er dem kleinen Land auch nach der Einigung Italiens die Unabhängigkeit. Hierfür wurde ihm 1861 der erbliche Titel eines Herzog von Acquaviva (Duca d’Acquaviva) verliehen. Der Herzog war zu diesem Zeitpunkt schon geschieden von Rachel Goldsmid, einer Tochter des berühmten Londoner Bankiers und Philanthropen Sir Isaac Lyon Goldsmid, Baron de Palmeira, die er 1840 geheiratet hatte. Einer seiner Enkel, Sir Osmond Elim, erbte das enorme Goldsmid-Vermögen und erhielt die königliche Erlaubnis, seinem ursprünglichen Familiennamen den Namen Goldsmid hinzuzufügen. Major-General Sir Henry Joseph D’Avigdor-Goldsmid, einer der Söhne Osmond Elims, war während des Zweiten Weltkrieges Oberkommandierender der alliierten Streitkräfte im Atlantik, später britischer Verteidigungsminister und als Vorstandsvorsitzender der Anglo-Israel Bank und des Verlagshauses Pergamon Press erfolgreich. Wie sein Bruder James war er konservatives Parlamentsmitglied.
Man unterscheidet drei Linien des Hauses d’Avigdor:
- d’Avigdor (gräfliche Linie)

- Herzog d’Avigdor von Acquaviva (herzögliche Linie)

- d’Avigdor-Goldsmid (britische Linie)